# Прекурсор
Преку́рсор (лат. praecursor — попередник, чи англ. precursor) хімічна речовина, початковий компонент (реагент) або учасник проміжних реакцій при синтезі будь-якої речовини. Тобто з одного прекурсору за участі інших прекурсорів утворюється нова речовина.
Так, наприклад, бета-каротин є прекурсором для вітаміну А. Тобто, якщо людина споживає велику кількість каротину, частина його бере участь у реакції, утворюючи необхідну кількість вітаміну А, а решта, наприклад, діє у клітинах як антиоксидант.

## Вживання поняття
- У хімічній кінетиці — кінетично значима молекулярна частинка, яка є попередником у реакційному процесі тієї, що зазнає перетворення.
- У радіоаналітичній хімії — для даного нукліда, це радіоактивний нуклід, що передує йому в ланцюзі розпаду.
- В органічній хімії — попередник у синтезі цільової сполуки.
- В екологічній хімії — речовина, яка є попередником полютанта в хімічних процесах, що відбуваються в довкіллі.
- У хімії ліків — речовина, яка використовується при одержанні субстанції для ліків.

У сьогоднішньому вжитку, в основному, прекурсори це:
1. Речовини, що використовуються при виготовленні, виробництві чи переробці наркотичних засобів і психотропних речовин.
2. Початкові речовини для контрольованого росту шарів монокристальних речовин при хімічному осадженні з парової фази.